# Scapheremaeus pisacensis
Scapheremaeus pisacensis är en kvalsterart som beskrevs av Hammer 1961. Scapheremaeus pisacensis ingår i släktet Scapheremaeus och familjen Cymbaeremaeidae. Inga underarter finns listade i Catalogue of Life.